# شوارتسهایده
شهر شوارتسهایده (به آلمانی: Schwarzheide) در ایالت برندنبورگ در کشور آلمان واقع شده‌است.